# Stora nordiska MC-kriget
Stora nordiska MC-kriget var ett gängkrig som började i januari 1994 och fortsatte till september 1997 i delar av Skandinavien och Finland, där motorcykelklubbarna Hells Angels och Bandidos samt relaterade klubbar var inblandade. Konflikten är även känd som Andra MC-kriget (danska: anden rockerkrig) för att skilja det från det tidigare MC-kriget i Köpenhamn, som ägde rum mellan 1983 och 1985.
Konflikten uppstod från tvister om territorium och organiserad brottslighet samt personliga fejder inom motorcykelkulturen. Närmare bestämt sökte medlemmarna i båda grupperna monopol på rätten att bedriva brottslighet i vissa geografiska områden. Kriget resulterade i att 11 gängmedlemmar och en civilperson dog. Klubbarna använde bilbomber, maskingevär, handgranater, pansarskott och eldhandvapen under gängkriget, och mordförsök gjordes till och med inne i fängelser. Majoriteten av konflikterna ägde rum i eller runt Köpenhamn i Danmark, Helsingfors i Finland, Oslo i Norge och Helsingborg i Sverige.
Motorcykelkriget var också kostsamt för polisen, som kämpade för att få ett slut på morden. Poliser sattes in på övertid till en kostnad på cirka 50–75 miljoner danska kronor. Den 15 oktober 1996 antogs en proposition, känd som Rockerloven i media, i Folketinget (danska parlamentet) som tillåter polisen att vräka motorcykelgäng från sitt högkvarter. Till följd av konfliktperioden 1996–1997 dömdes 138 personer till totalt 240 års fängelse. Flera av de dömda fick livstids fängelse för mord och försök till mord. Specifika avdelningar för motorcykelgängmedlemmar skapades vid Vridsløselille fängelse och Horsens statsfängelse. Betydande förbättringar gjordes också av säkerheten för militära vapendepåer efter flera inbrott.
Konflikten upphörde under sommaren 1997 när de två sidorna nådde ett fredsavtal, med den välkända försvarsadvokaten Thorkild Høyer som medlare. Den 25 september 1997 meddelade Bent Svane Nielsen från Hells Angels och Bandidos dåvarande president Jim Tinndahn under en presskonferens att de rivaliserande klubbarna hade avslutat sitt krig. "Vi kan inte garantera att det inte blir fler incidenter, men vi kan aktivt ingripa och se till att de som trotsar samarbetsavtalet utesluts från vår kultur."

## Bakgrund
Den nordiska outlawkulturen bland motorcyklister växte fram i Sverige i slutet av 1960-talet och början av 1970-talet, då många motorcykelklubbar etablerades. Motorcykelklubbar som inspirerats av den brittiska subkulturen rockare startades i Danmark på 1970-talet. Från och med 1980 blev danska klubbar alltmer påverkade av utvecklingen i USA och började kalla sig själva för "bikers", den amerikanska termen för motorcykelentusiaster. Uttrycket "rocker" används fortfarande ofta av polis och media i Danmark för att hänvisa till den förbjudna MC-subkulturen. När MC-klubbarna expanderade i Sverige och Danmark uppstod våldsamma konflikter, och myndigheterna började intressera sig för klubbarna medan gängkrig blossade upp. Outlaw-motorcykelklubbar började dyka upp i Finland i slutet av 1980-talet, en tid då det fanns liten skillnad mellan klubbundna cyklister och civila fritidsmotorcyklister. Gängvåld inom motorcykelklubbar förekom inte i landet förrän i början av 1990-talet. Våld mellan gäng eskalerade i Norden när motorcykelklubbar blev allt mer involverade i organiserad brottslighet under 1980- och 1990-talen, vilket resulterade i att större internationella klubbar etablerade sig i länderna. MC-gäng i regionen bestod tidigare av lokalt avgränsade enskilda kapitel som senare gick ihop till Hells Angels (HAMC) och Bandidos när de sökte skydd i mer kraftfulla klubbar. Hells Angels anlände 1980 och etablerade gradvis dominans över de skandinaviska motorcykelklubbarna, innan mindre klubbar slogs ihop och började bilda Bandidos 1993 för att motstå tvångssammanslagning av Hells Angels.

### Hells Angels
Det första Hells Angels-kapitlet i Skandinavien grundades i Danmark den 30 december 1980 när Unionen MC från Köpenhamn, ett förbund med fyra lokala klubbar, upptogs som Hells Angels. Bullshit MC, en sammanslagning av två klubbar som motsatte sig Hells Angels dominans, bosatte sig i Köpenhamns Christiania och tog kontroll över haschhandeln i området. En konflikt blossade upp mellan Bullshit och Hells Angels, som kom att bli känd som MC-kriget i Köpenhamn, mellan september 1983 och december 1985, vilket resulterade i att åtta Bullshitmedlemmar (inklusive tre presidenter) mördades. Även en Hells Angelsmedlem och två civila människor mördades. Dessutom var medlemmar i Bullshit MC huvudmisstänkta för mordet på två civilpersoner under kriget. Vid ett polisbesök i Bullshits tidigare klubbhus 1986 hittades också liket av en man under golvet. Det första kriget var, till skillnad från det andra, begränsat till Köpenhamn.  Antalet dödsfall under MC-kriget i Köpenhamn översteg antalet dödsfall i det kommande kriget. Till skillnad från det andra kriget hade det första en klar vinnare och inget "fredsavtal" krävdes. Bullshits medlemmar var yngre och sämre organiserade än de i Hells Angels, och de upplöstes 1988.

#### Expansion
Hells Angels expanderade därefter till Norge och öppnade ett kapitel i Trondheim i augusti 1992 efter att Rowdies MC upptogs som medlemmar. Klubben Dirty Dräggels i Malmö blev Sveriges första Hells Angels-kapitel den 27 februari 1993. De lovades medlemskap av danska Hells Angels efter att ha vunnit över två andra lokala klubbar för rätten att bära Hells Angels färger. I Finland gjordes Overkill MC i Helsingfors till en hangaroundklubb till Hells Angels 1992. Overkill engagerade sig i en kamp med ett annat lokalt motorcykelgäng, Iron Hog MC, för Hells Angels godkännande. Den 9 februari 1993 misshandlades presidenten för Iron Hog svårt av Overkillmedlemmar på en restaurang i Träskända utanför Helsingfors, och klubben lades därefter ner. Polisen utförde sedan en högprofilerad razzia, med hjälp av en Patria Pasi-pansarbärare och en Super Puma-helikopter, på Overkills huvudkontor i Stapelstaden, Helsingfors den 3 mars 1993, och grep fem personer.

### Bandidos
Bandidos etablerades i Europa via ett kapitel i Marseille i Frankrike den 20 september 1989. Efter våldsamma möten mellan franska Bandidos och Hells Angels träffades amerikanska presidenter från båda klubbarna i Paris på sensommaren 1993 och undertecknade en icke-våldspakt för att undvika polisaktioner och regeringens motåtgärder som skulle kunna förhindra deras expansion. The Undertakers MC, en klubb på Nordsjälland som tidigare hade goda förhållanden med Hells Angels innan tvister ledde till en påfrestning i relationerna, ansökte om medlemskap i Bandidos från klubbens ledning i USA och Frankrike 1992. Efter att ha varit prospects under en period lappades Undertakers över av Bandidos den 17 december 1993. Hells Angels sanktionerade Bandidos övertagande av Undertakers, under förutsättning att de endast begränsade sig till kapitlen i Stenløse och Hørsholm. Vid grundandet lockade danska Bandidos flera nya medlemmar, inklusive tidigare medlemmar i Bullshit och personer som antingen hade blivit utvisade från Hells Angels eller hade lämnat klubben i protest över organisations- och ledarskapsfilosofin. Samtidigt växte en konflikt mellan Hells Angels och Morbids MC över Öresund i södra Sverige. De Helsingborgsbaserade Morbids erbjöds medlemskap i Hells Angels, under förutsättning att de gick samman med Rebels MC, en rivaliserande klubb som de tidigare hade träffat. Morbids avvisade erbjudandet och sökte sig istället till danska Bandidos. Bandidos och deras ledare, Jim Tinndahn gjorde Morbids till provmedlemmar i Bandidos den 22 januari 1994.

### Efterföljande konflikt
Polis och åklagare beskrev konflikten som följde som ett narkotikakrig mellan de två mäktigaste motorcykelgängen i Skandinavien, Hells Angels och Bandidos. Klubbarna var kända för att vara inblandade i försäljning av droger, prostitution och vapensmuggling, och medlemmar i klubbarna kontrollerade handeln med amfetamin, kokain, hasch och MDMA i vissa områden.Amfetamin kom från östra Europa och hasch från Marocko. Kriminologen Joi Bay kritiserade dock detta antagande och menade att polisens taktik var ineffektiv eftersom den baserades på den felaktiga förutsättningen att klubbarnas motivation var ekonomisk vinst, medan de i själva verket drivs av ära, respekt och brödraskap, och eventuella narkotikabrott var tillfälliga. 2014 gjordes intervjuer med medlemmar, som sa att kriget startade från en rent personlig konflikt när Morbids MC, med bara sex medlemmar, vägrade gå med i de större Hells Angels. Det mesta av våldet i konflikten ägde rum i Köpenhamnsområdet, och de danska kapitlen i Hells Angels och Bandidos sågs som drivkrafterna bakom cykelkriget och var också ansvariga för dess upplösning.

## Styrkor och vapen

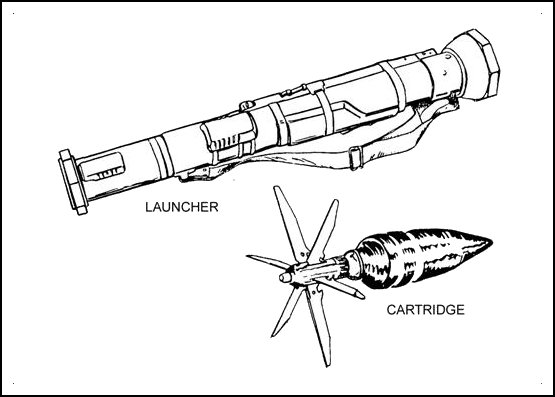
Pansarvärnsvapen stals från svenska armébaser och användes för att förstöra ett antal klubbhus. Totalt avfyrades 13 granater mellan 1994 och 1997.

Då det bara fanns två Bandidoskapitel i Danmark och ett enda Hells Angelskapitel i Sverige då kriget började 1994, fanns det i varje land ungefär femton oberoende motorcykelgäng, varav de flesta sympatiserade med Hells Angels. Rekryteringspoolen för klubbarna i Skandinavien bestod av över tusen outlawmedlemmar. År 1997 bestod Bandidos medlemsantal i Norden av cirka 130 medlemmar från minst sju kapitel, medan Hells Angels medlemsantal bestod av cirka 290 medlemmar från totalt femton kapitel, med 85 i Sverige, 110 i Danmark, 70 i Norge och 25 i Finland. Danmark var då hem för flesta motorcykelgängmedlemmar i Europa och möjligen världen, ett fenomen som polis och sociologer inte har kunnat förklara.
Mellan 1994 och 1997 skedde minst 36 inbrott vid svenska armén och danska hemvärnet. Minst 16 pansarvärnsvapen, 10 maskingevär, runt 300 handvapen, 67 helautomatiska gevär, 205 gevär av olika kaliber, hundratals handgranater och landminor och 17 kilo sprängämnen plus detonatorer stals. Polisen tror att Bandidos eller deras supportklubbar var ansvariga för majoriteten av stölderna. Den danska och svenska militären skärpte därefter säkerheten. Hells Angels skaffade raketgevär tillverkade i Ryssland och Jugoslavien, och kom även över överskott av maskingevär och gevär från tidigare östblocksländer. I konflikten användes den svenska AT4 åtta gånger och den ryska RPG-22 tre gånger. Handgranater användes fyra gånger och en blindgångare en gång. Bilbomber användes tre gånger, medan andra typer av sprängämnen också användes vid tre tillfällen. Bomberna som används skalas i storlek mellan ett och fem kilo. Över tjugo drive-by-skjutningar skedde också.

## Konflikten

### 1994–1995: Början på MC-kriget
Kort efter att Morbids MC i Helsingborg blev provmedlemmar i Bandidos den 22 januari 1994, besköts klubbens huvudkontor av medlemmar i Hells Angels prospektklubb Rebels MC. Rebels blev senare ett Hells Angels kapitel i Hasslarp. Klubbhuset besköts igen veckan efter när presidenten för Hells Angels i Malmö, Thomas Möller, den 26 januari 1994 avlossade en maskinpistol av hög kaliber från taket på en skåpbil, vilket resulterade i att en Morbidsmedlem förlorade ett finger. Den 13 februari 1994 låg 15 danska Bandidosmedlemmar i bakhåll på Hells Angelsmedlemmar vid en nattklubb i Helsingborg, vilket resulterade i att tretton skott avlossades och Joakim Boman, medlem i Hells Angels supportklubb Rednecks MC, sköts ihjäl. Tre andra, inklusive Hells Angels hangaround Johnny Larsen och en Bandidosmedlem, skadades. Mordet på Boman har aldrig blivit uppklarat. Den 21 februari 1994 hämnades Morbids genom att attackera Rebels klubbhus med ett 8,4 cm rekylfritt gevär, som skadade lokalens garage och pool, men inte resulterade i några personskador.
Hells Angels ledarskap i USA blev oroliga över Bandidos expansion, men ville även undvika ett krig. Hells Angels i Oakland kallade Thomas Möller till ett möte där klubbens ledare Sonny Barger förklarade att, medan Parispakten markerade Sverige som Hells Angels territorium, var det ett icke-våldsavtal. Hells Angels Oakland träffade sedan Bandidosmedlemmar i Houston och bekräftade avtalet. Bandidos ledare i USA kunde emellertid inte styra kapitlet i Helsingborg, eftersom klubbens europeiska president Jim Tinndahn fortsatte att stödja Morbids kamp mot Hells Angels. En delegation från Bandidos i Texas träffade Hells Angelskapitlen i Malmö och Köpenhamn i ett försök att lösa tvisten, men detta visade sig vara meningslöst. En serie skjutningar i Helsingborg följde våren 1994. Kriget avslöjade snabbt skillnaderna i de motsatta sidornas strategier. Bandidos attacker var till synes urskillningslösa, medan Hells Angels var mer strategiskt medvetna och riktade mot sina rivalers ledare.